# 莲实重彦
莲实重彦（Hasumi Shigehiko，1936年4月29日—），生于东京六本木，东京大学前校长（1997-2001）。日本文学评论家、电影评论家、法国文学学者和小说家，专攻研究表象文化理论。

## 个人经历
莲实重彦的父亲莲实重康是京都大学的教授、美术史家。儿子莲实重臣是作曲家。他的妻子Chantal Van Melkebeke是一名来自比利时的教师。
莲实重彦将法国后结构主义理论引入日本，他本人也深受法国思想家吉尔·德勒兹的影响。他写过关于电影导演小津安二郎、山中贞雄、约翰·福特, 霍华德·霍克斯和让·雷诺阿的文章，也提拔了北野武等新导演。他的几个学生包括黑泽清、周防正行、万田邦敏、盐田明彦、四方田犬彦、青山真治等人。
他的名字在不同出版物上有不同的拼法，如Shigehiko，Shiguehiko和Shiguéhiko。例如，他在《导演小津安二郎》的日文原版和法文译本上都采用了Shiguéhiko的名字，而许多其它书籍的译本则采用了Shigehiko的形式。

## 部分著作
- 《莲实重彦特集：一次与电影的悲剧性交往》（The Special of Shigehiko Hasumi）许介鳞主编（内部资料）台湾大学日本综合研究中心出版。1995年5月
- 《批评或假死的盛典》
- 《反日语论》（获得读卖文学奖）
- 《表层批评宣言》
- 《米歇尔·福柯|福柯・德勒兹・德里达》
- 《夏目漱石论》
- 《大江健三郎论》
- 《物语批判序说》
- 《平庸艺术家的肖像》（获得艺术选奖文部大臣奖）
- 《关于平庸之我见》
- 《请远离小说》
- 《小说论=批评论》（后改为《文学批判序说 小说论=批评论》）
- 《读“私小说”（日本小说体裁的一种，内容多为作者自身心境、经历等）》
- 《电影 诱惑的书写》
- 《电影是如何死的》
- 《电影的记忆装置》
- 《电影的煽动装置》
- 《电影的神话学》（略称）
- 《影像的诗学》
- 《导演 小津安二郎》（2003年增补发行，有法语和韩语译本）
- 《电影狂人系列》（全10卷）
- 《好莱坞电影史讲义 为了阴暗的历史》
- 《对电影的不情之请 国籍・导演・历史》
- 《运动批评宣言或运动的拥护》
- 《被迷惑 作家论集》
- 《戈达尔革命》
- 《表层的最底层》
- 《马索克与萨德》（吉尔・德勒兹）
- 《福柯/德勒兹》（米歇尔・福柯、吉尔・德勒兹）
- 《电影术-希区柯克》（与山田宏一共同翻译，弗朗索瓦·特吕弗、阿尔弗雷德·希区柯克）

## 相关链接
- Mube.jp （页面存档备份，存于），他的个人网站。
- 莲实重彦在互联网电影资料库（IMDb）上的資料（英文）